# Ospedale psichiatrico

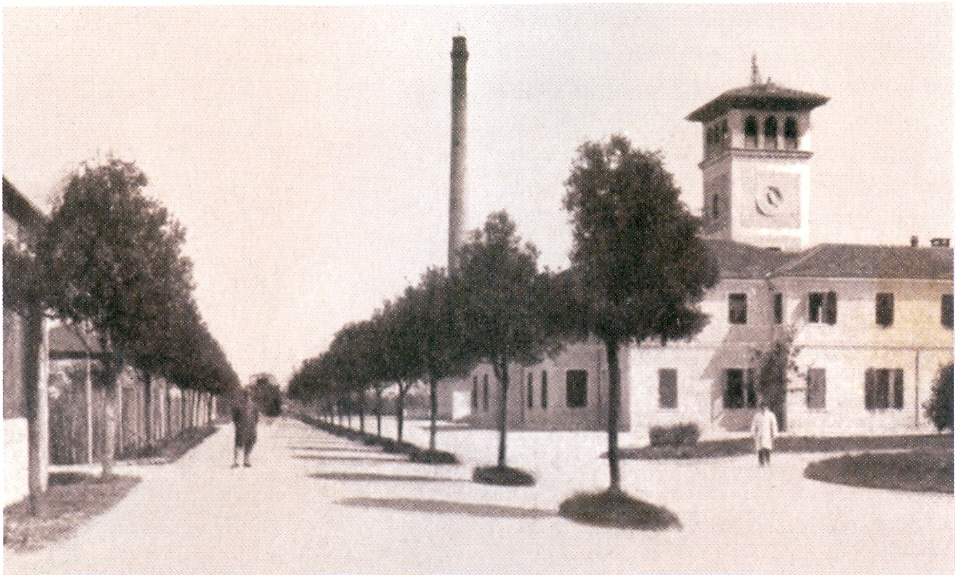
Il vecchio manicomio di Sant'Artemio (Treviso)

Un ospedale psichiatrico, detto anche istituto psichiatrico,  manicomio, casa di cura per i disturbi psichiatrici, clinica psichiatrica, clinica neurologica,  o più raramente  frenocomio,  è una struttura a carattere psichiatrico specializzata nel ricovero e nella cura delle persone affette da disturbi mentali gravi, tali da poter mettere in pericolo se stessi e terze persone.
Gli ospedali psichiatrici variano ampiamente in quanto a dimensioni e a classificazione: alcuni ospedali possono essere specializzati solo nella terapia a breve termine o in quella ambulatoriale per pazienti a basso rischio; altri possono essere specializzati nella cura temporanea o permanente di pazienti in stato di ricovero che, come conseguenza di un disturbo psicologico, richiedono un'assistenza o un trattamento giornaliero, o un ambiente specializzato e controllato. 
Negli ospedali psichiatrici i pazienti erano di solito ammessi su base volontaria, ma il paziente può essere ricoverato anche contro la sua volontà quando rappresenta un pericolo per sé o terzi.

## Storia

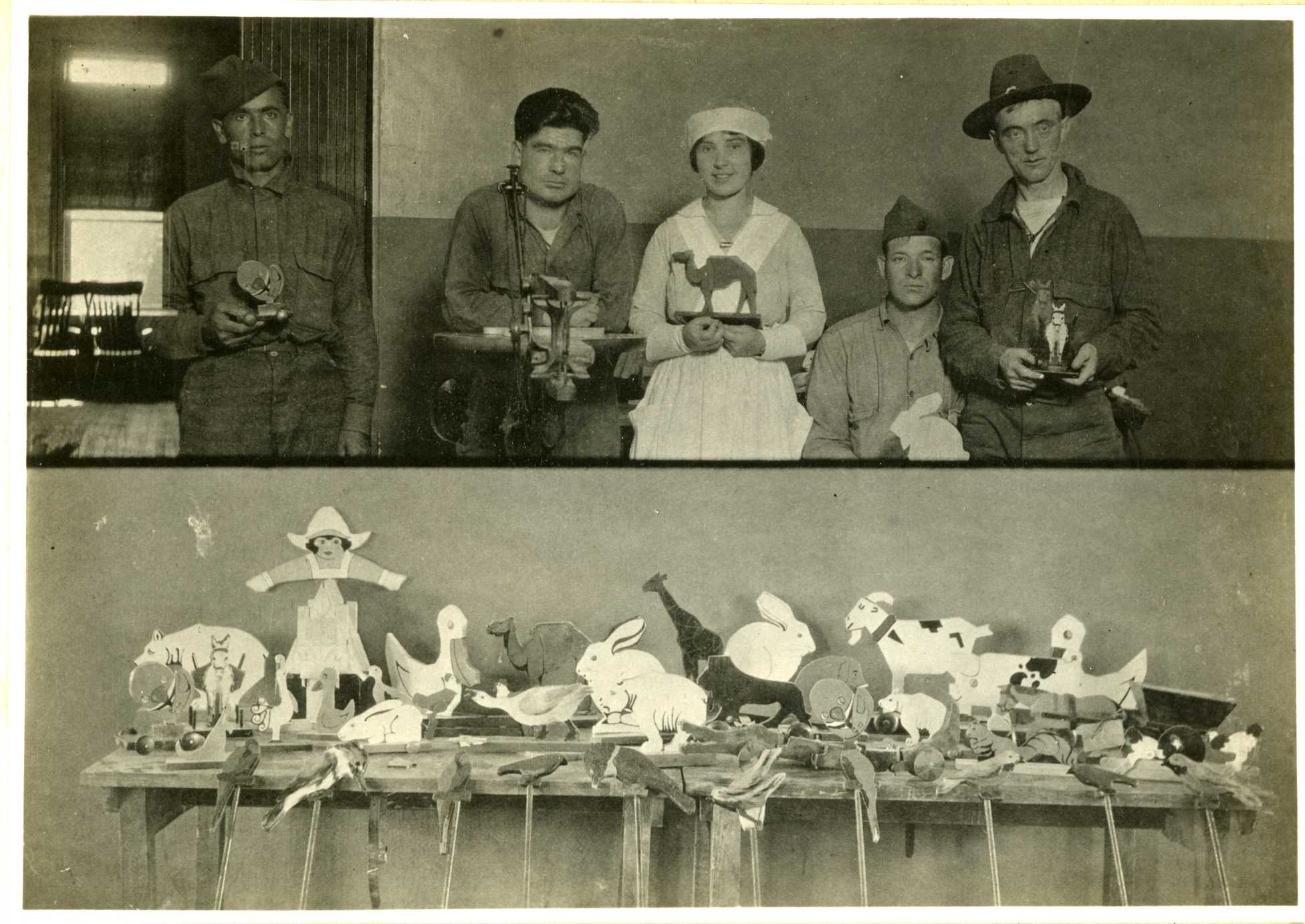
Terapia occupazionale applicata in un ospedale psichiatrico militare agli inizi del XX secolo.

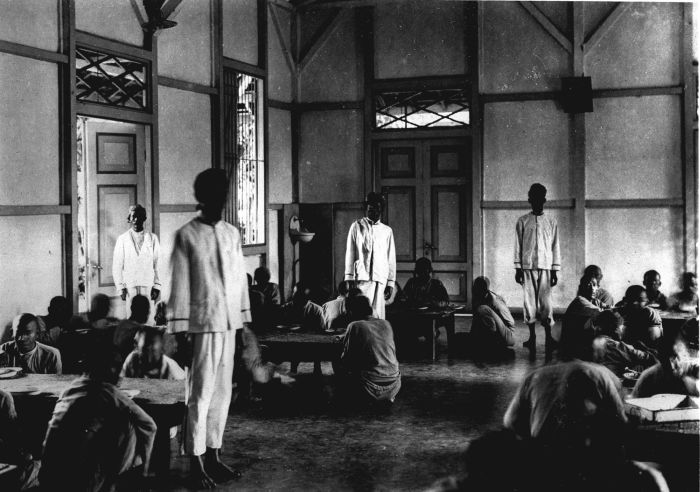
Pazienti nell'ospedale psichiatrico di Sumberporong, Indonesia (1902-1922).

I moderni ospedali psichiatrici si sono evoluti nel corso del tempo e in molti paesi hanno sostituito i vecchi manicomi. Lo sviluppo del moderno ospedale psichiatrico è correlato alla nascita della moderna psichiatria. Mentre in precedenza esistevano strutture che ospitavano il malato di mente, l'istituzionalizzazione come soluzione al problema ha caratterizzato la storia medica del XIX secolo. Per illustrare questo concetto con un esempio, in Inghilterra agli inizi del XIX secolo c'erano, forse, qualche migliaio di "lunatici", alloggiati in una varietà di istituti diversi, ma nel 1900 questa cifra era cresciuta fino a circa 100.000 individui. Che questa crescita coincida con la diffusione dell'alienismo, in seguito conosciuta come psichiatria, ossia una vera e propria specializzazione medica, non è casuale.
Il trattamento dei pazienti nei primi manicomi era a volte brutale e focalizzato sul contenimento e sulla moderazione del comportamento. Le successive e graduali riforme in molti paesi, con l'introduzione, ad esempio, di trattamenti più efficaci, hanno portato alla nascita dei moderni ospedali psichiatrici ove si tenta maggiormente di aiutare i pazienti, per quanto possibile, a controllare la propria vita nel mondo esterno, con l'utilizzo di una combinazione di psicofarmaci e della psicoterapia. Questi trattamenti possono anche essere imposti su base non volontaria. I trattamenti su base non volontaria sono tra le molte pratiche psichiatriche osteggiate dai movimenti antipsichiatrici, che sono invece, di norma, favorevoli ad un trattamento psichiatrico consensuale, a condizione che entrambe le parti siano libere di ritirare il consenso in qualsiasi momento.

### Medioevo
Nel mondo islamico, i bimaristan furono descritti dai viaggiatori europei, stupefatti per la cura e la generosità del trattamento nei confronti dei pazienti. Nell'872, Ahmad ibn Tulun costruì un ospedale al Cairo specializzato nel fornire assistenza ai malati di mente.
In Europa, in epoca medievale, diverse strutture furono create per ospitare persone con disturbi mentali, o molte furono adattate, come ad esempio i monasteri o le torri, ove presenti, dove i malati di mente venivano rinchiusi. L'antico ospedale parigino Hôtel-Dieu aveva al suo interno un limitato numero di ambienti specializzati per il ricovero dei malati di mente, mentre la città di Elbing vantava un vero e proprio manicomio, Tollhaus, affiancato all'ospedale dei Cavalieri Teutonici. Altri istituti specializzati per il trattamento del disturbo della mente furono realizzati dopo l'era della Reconquista, come ad esempio gli ospedali a Valencia (1407), Saragozza (1425), Siviglia (1436), Barcellona (1481), e Toledo (1483). Il priorato di Santa Maria di Betlemme fu fondato nel 1247. All'inizio del XV secolo ospitava solo sei pazienti. L'ex manicomio del XVI secolo Het Dolhuys a Haarlem, nei Paesi Bassi, è ora un museo di psichiatria con una panoramica della storia dei trattamenti dalle origini della disciplina medica fino agli anni 90.

### XVIII secolo

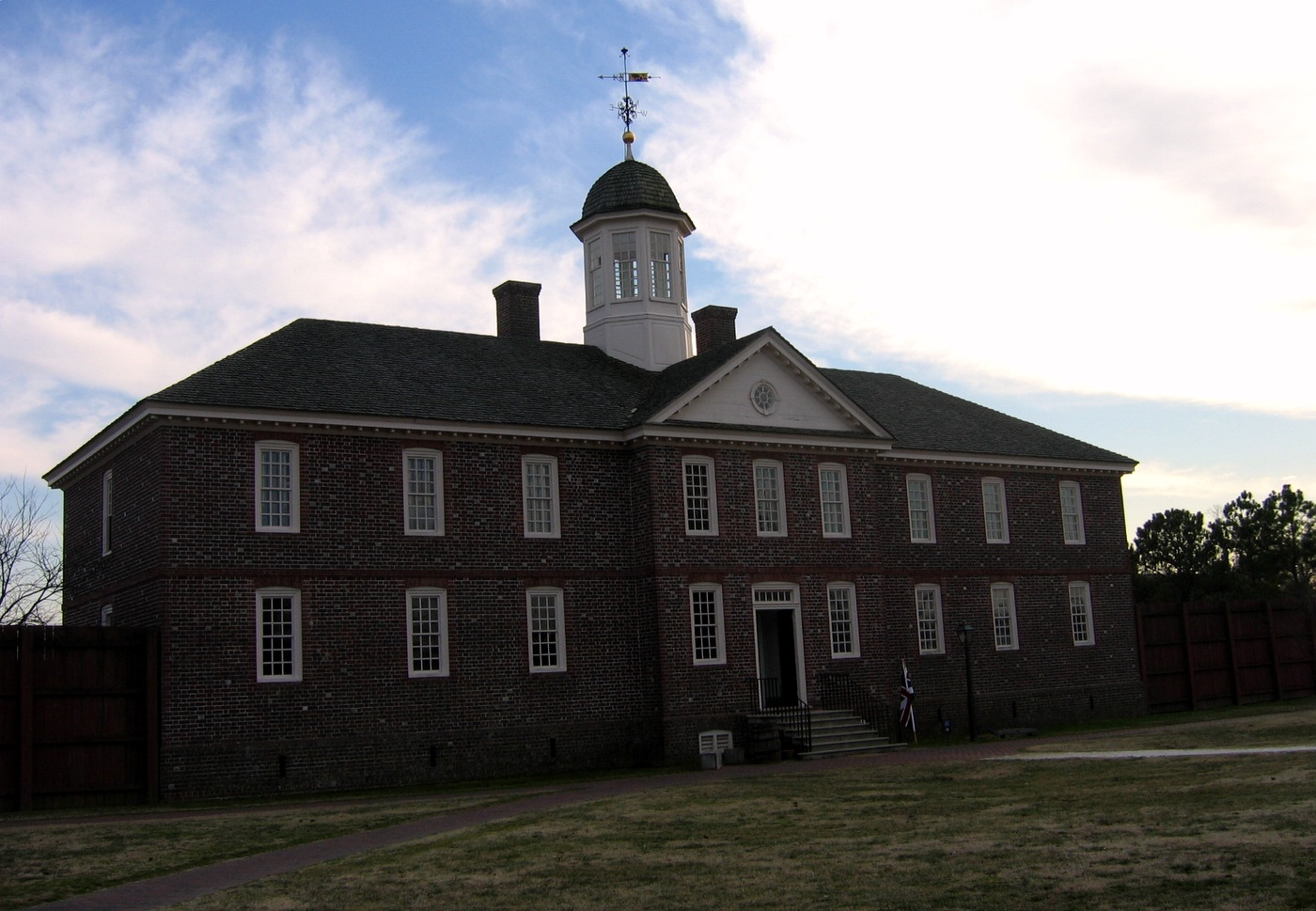
L'Eastern State Hospital è stato il primo istituto psichiatrico ad essere fondato negli Stati Uniti.

Negli Stati Uniti, la Virginia è riconosciuta come il primo Stato ad aver fondato un istituto per malati mentali, l'Eastern State Hospital, che si trova a Williamsburg e che fu fondato nel 1773.
Philippe Pinel (1793) è spesso accreditato come il primo in Europa ad aver introdotto metodi più umani nel trattamento dei malati di mente (conosciuti poi come "trattamento morale") nel ruolo di sovrintendente dell'Asylum de Bicêtre a Parigi. In realtà fu un dipendente dell'Asylum de Bicêtre, Jean-Baptiste Pussin, il primo a rimuovere le restrizioni ai pazienti. I metodi di Pussin influenzarono Pinel ed entrambi contribuirono a diffondere varie riforme nel trattamento dei malati di mente, come la classificazione dei disturbi, l'osservazione dei pazienti e il dialogo come metodi di cura. Anche Vincenzo Chiarugi in Italia è ricordato per l'introduzione di trattamenti più umani nelle terapie. Johann Jakob Guggenbühl nel 1840 fondò a Interlaken il primo ritiro per i bambini disabili mentali.
Nello stesso periodo, i quaccheri, in particolare William Tuke, furono pionieri di un approccio illuminato (trattamento morale) in Inghilterra presso lo York Retreat, aperto nel 1796. Lo York Retreat non era un ospedale psichiatrico, e infatti gli approcci medici tipici fino a quel periodo furono abbandonati in favore di atteggiamenti che prevedevano comprensione, speranza, responsabilità morale e trattamenti come la terapia occupazionale. Il Brattleboro Retreat e l'Hartford Retreat furono fondati a seguito della diffusione dei metodi dello York che divenne un manicomio modello.

### XIX secolo

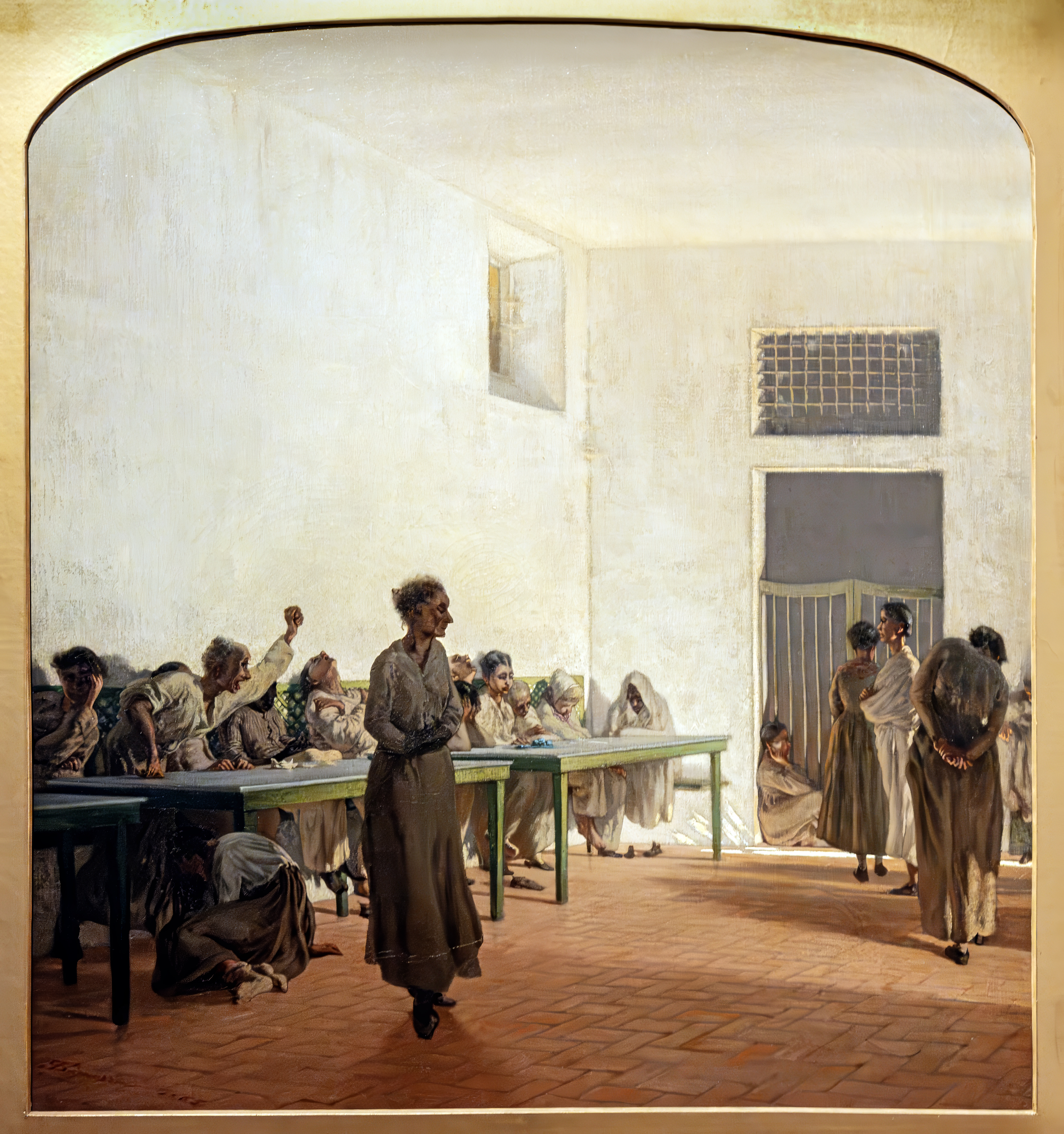
Telemaco Signorini, La sala delle agitate al San Bonifazio in Firenze, 1865, olio su tela, 66x59. Venezia, Galleria d'arte moderna di Ca' Pesaro

Nel 1800 strutture d'accoglienza di classe media diventarono più comuni, in sostituzione di cliniche private per persone abbienti. Tuttavia, le strutture in questo periodo erano in gran parte sovraffollate. Gli individui con problemi psichiatrici venivano ricoverati negli impianti sotto la richiesta della comunità dopo le riforme del sistema di giustizia penale. I casi pericolosi o violenti avevano di solito la precedenza per l'ammissione. Un sondaggio effettuato nel 1891 a Città del Capo, in Sudafrica, mostra la distribuzione tra i diversi impianti. Su 2046 pazienti presi in esame, 1.281 si trovavano in strutture private, 120 nelle carceri, e 645 nei manicomi, con gli uomini che rappresentavano quasi due terzi del numero totale. In situazioni di scarsità di alloggi, la preferenza veniva data agli uomini (bianchi e di colore).
Essere classificati come malati di mente era un requisito necessario per essere ammessi in un ospedale psichiatrico. Il medico specializzato veniva chiamato solo dopo che l'individuo era stato etichettato come pazzo o il comportamento era diventato problematico a livello sociale. Fino al 1890, vi era poca distinzione tra la classificazione di pazzo e quella di criminale. La classificazione veniva spesso utilizzata per limitare il vagabondaggio e i mendicanti, oltre che i malati di mente veri e propri. Nel 1858-1859 nell'Inghilterra vittoriana si diffuse quello che fu poi definito il Lunacy Panic, quando molti medici erano soliti classificare persone in realtà sane di mente, perlopiù semplicemente asociali, come malati di mente. Queste persone erano forse scomode o d'imbarazzo per le famiglie, che preferivano segregarle nei manicomi. Questo fenomeno fu descritto in romanzi come La donna in bianco.
A Lincoln (Inghilterra) Robert Gardiner Hill, con il supporto di Edward Parker Charlesworth, sviluppò una modalità di trattamento che si adattava per 'tutti i tipi' di pazienti, metodologie per le quali il ricorso ai vincoli meccanici e alla coercizione in generale sarebbe potuta diventare obsoleta del tutto (una situazione che effettivamente si raggiunse nel 1838). Entro il 1839 il sergente John Adams e il dottor John Conolly furono così impressionati dal lavoro di Hill, che immediatamente introdussero i suoi metodi nella loro struttura, l'Hanwell Asylum, che all'epoca era la più grande del regno. La dimensione maggiore dell'Hanwell Asylum richiese che il sistema di Hill venisse ulteriormente sviluppato e affinato. Questo era necessario perché Conolly potesse controllare ogni impiegato della struttura più strettamente di quanto Hill aveva potuto fare. Nel settembre del 1839, la contenzione meccanica non era più necessaria.
I riformatori, come la statunitense Dorothea Dix, iniziarono a sostenere un atteggiamento più umano e progressivo verso i malati di mente. Alcuni venivano motivati da un dovere cristiano nei confronti di cittadini malati. Negli Stati Uniti, ad esempio, numerosi stati stabilirono che le strutture per la cura della salute mentale fossero pagate con i soldi dei contribuenti (e spesso con i contributi dei parenti dei pazienti ricoverati). Questi istituti centralizzati erano spesso legati a vari enti governativi, anche se la qualità dei trattamenti e del servizio variava notevolmente da struttura a struttura. Essi erano in genere geograficamente isolati, situati lontano dalle aree urbane perché il costo per l'acquisizione degli ampi spazi necessari era molto minore e perché c'era meno opposizione politica alla costruzione di un manicomio molto al di fuori dei centri abitati. Molti ospedali statali negli Stati Uniti furono costruiti tra il 1850 e il 1860 con il piano Kirkbride (sviluppato dallo psichiatra Thomas Story Kirkbride), che prevedeva la costruzione di strutture con uno stile architettonico particolare che avrebbe dovuto infondere effetti curativi. In molti stati americani furono realizzate così grandi architetture che spesso assomigliavano ai grandi palazzi europei, anche se i finanziamenti per il programma erano in realtà piuttosto limitati. Molti pazienti contestarono il trasferimento spesso forzato dagli ospedali privati alle strutture statali. Alcuni pazienti del Retreat Brattleboro cercarono di nascondersi quando giunsero i funzionari statali arrivati in loco per trasferirli al nuovo Waterbury State Hospital. Questo calo del numero dei pazienti portò al crollo di molti istituti privati.

### XX-XXI secolo
In Italia, i manicomi vengono istituiti con la legge n. 36 del 1904, voluta dal Governo Giolitti, legge che poneva sotto custodia «le persone affette per qualunque causa da alienazione mentale, quando siano pericolose a sé o agli altri e riescano di pubblico scandalo». Le strutture vengono popolate da omosessuali, prostitute, ninfomani o persone ritenute indemoniate, spesso appartenenti alle classi meno abbienti e più svantaggiate. Con il Codice Rocco tutti gli internati vengono iscritti in automatico nei casellari giudiziari. Sotto il fascismo, i ricoveri coatti si moltiplicano in modo esponenziale e divengono un pretesto per far fuori oppositori politici scomodi.
Innovativa, a livello mondiale, è stata la chiusura dei manicomi-ospedali psichiatrici in Italia, a seguito dell'entrata in vigore della legge 180 del 1978, più nota come Legge Basaglia.

### Riapertura dei manicomi in Italia
Il 12 novembre 2024 il Consiglio Superiore della Magistratura ha prodotto un documento relativo alle Residenze per la esecuzione delle misure di sicurezza. Il testo prevede che si "distingua tra pazienti stabilizzati che possano seguire un percorso di riabilitazione psichiatrica finalizzato ad un prossimo reinserimento sociale e soggetti con un profilo di pericolosità bisognoso di contenimento, da gestire in strutture di alta sicurezza ove accordare prevalenza al profilo custodiale".
Esso recepisce le indicazioni del Tavolo ministeriale di Salute Mentale nel quale è rappresentata anche l'Associazione italiana di psichiatria.